# منطقه حفاظت‌شده طبیعی قافلان‌گیر
منطقه حفاظت‌شده طبیعی قافلان‌گیر (به ترکمنی: Gaplaňgyr goraghanasy، قاپلانگ‌گیر قوْراغ‌حاناسؽ) یک منطقه حفاظت‌شده در ترکمنستان است.
این منطقه حفاظت‌شده در شمال ترکمنستان واقع شده‌است.